# Budd Hopkins
Budd Hopkins (Wheeling, Zapadna Virginia, 15. lipnja 1931. – New York City, New York, 21. kolovoza 2011.), američki umjetnik, pisac i ufolog, zainteresiran za istraživanje izvanzemaljskih otmica i drugih fenomena NLO-a.